# FK Crvena zvezda
Fudbalski klub Crvena zvezda (srbskou cyrilicí Фудбалски клуб Црвена звезда), česky známý jako Crvena zvezda Bělehrad či zkráceně CZ Bělehrad je srbský fotbalový klub sídlící v Bělehradě. Založen byl v roce 1945. Klubové barvy jsou červená a bílá. V roce 1991 vyhrál PMEZ.

## Historie
Po osvobození země v roce 1944 byly všechny dosavadní srbské fotbalové kluby zrušeny, protože se za okupace pokoušely zorganizovat ligu, a tak byly označeny za kolaboranty.
Crvena zvezda (což znamená červená hvězda) byla založena v roce 1945 jako následovník SK Jugoslavija. Zdědila po něm stadion, hráče, barvy (červená a bílá) a také znak, do kterého byla přidána červená hvězda. Do týmu přišli i hráči bývalého BSK Bělehrad.
V sezoně 1945/46 se ještě nehrála společná liga celé Jugoslávie, ale jednotlivých republik, Crvena zvezda vyhrála srbskou ligu.
Od sezony 1946/47 už se hrála jugoslávská liga a CZ Bělehrad ji poprvé vyhrál v roce 1951.
V roce 1957 se Crvena zvezda dostala do semifinále PMEZ, kde vypadla s Fiorentinou. V roce 1958 vypadla ve čtvrtfinále PMEZ s Manchesterem United. Na zpáteční cestě z odvety v Bělehradě havarovalo letadlo Manchesteru při mezipřistání v Mnichově, zemřelo 8 hráčů.
V roce 1971 se Crvena zvezda dostala do semifinále PMEZ, kde vypadla s Panathinaikosem.
V roce 1979 se Crvena zvezda dostala do finále Poháru UEFA. Doma remizovala s Mönchengladbachem 1:1, v odvetě hrané v Düsseldorfu prohrála 0:1 gólem z penalty.
V ročníku 1990/91 se Crvena zvezda dostala přes Grasshopper, Glasgow Rangers, Dynamo Drážďany a Bayern Mnichov do finále PMEZ. To se hrálo v Bari, kam přijelo mnoho fanoušků CZ Bělehrad. Soupeřem byl Olympique Marseille. Utkání skončilo 0:0 i po prodloužení a Crvena zvezda získala pohár na penalty.
Následně vyhraje jako vítěz PMEZ v Tokiu Interkontinentální pohár nad chilským Colo-Colo 3:0.
Triumfální rok se odrazil i v anketě Zlatý míč za rok 1991. Hráči CZ Bělehrad Pančev a Savićević se spolu s Matthäusem dělili o 2. místo, navíc Prosinečki (ten v létě přestoupil do Realu Madrid) byl za nimi na 5. místě a Belodedici na 8. místě.
V ročníku 1991/92 se PMEZ hrál už novým systémem, kdy posledních 8 týmů nehrálo čtvrtfinále (a následně 4 týmy semifinále), ale hrály ve dvou skupinách a jejich vítězové finále. Jednalo se o takzvaný "nultý" ročník Ligy mistrů, jak se soutěž od příštího ročníku jmenovala. Obhájce trofeje Crvena zvezda nesměla kvůli bezpečnostní situaci v zemi hrát ve své zemi, takže hrála v Szegedu, Budapešti a Sofii. Ve skupině skončila druhá za Sampdorií a před Anderlechtem a Panathinaikosem. V sezóně 1991/92 vyhrála Crvena zvezda potřetí za sebou ligu, ale v tomto ročníku už v jugoslávské lize nehrály kluby z Chorvatska a Slovinska a kluby z Bosny a Hercegoviny ji nedohrály. Od ročníku 1992/93 už v jugoslávské lize nejsou ani kluby z Bosny a Hercegoviny a Makedonie.
Opory týmu odešly do zahraničí (a také např. Binić do Slavie Praha) a navíc byly jugoslávské (tj. srbské) kluby 3 roky vyloučeny z evropských pohárů. Vrátily se do nich zpět v sezoně 1995/96. Crvena zvezda ale vypadla už v předkole Poháru UEFA a ani nikdy později už nezažila velký úspěch.

## Úspěchy

### Mezinárodní
- vítěz Poháru mistrů evropských zemí
  - 1990/91[1]
- vítěz Interkontinentálního poháru
  - 1991
- finalista Poháru UEFA
  - 1978/79

### Domácí
Mistr ligy - celkem 30x
- mistr "velké" Jugoslávie – 18x
  - 1951, 1952–53, 1955–56, 1956–57, 1958–59, 1959–60, 1963–64, 1967–68, 1968–69, 1969–70, 1972–73, 1976–77, 1979–80, 1980–81, 1983–84, 1987–88, 1989–90, 1990–91
- mistr "malé" Jugoslávie / Srbska a Černé Hory - 6x
  - 1991–92, 1994–95, 1999–00, 2000–01, 2003–04, 2005–06
- mistr Srbska - 11x
  - 1945–46[2] (nehrála se liga celé Jugoslávie, ale ligy jednotlivých republik), 2006–07, 2013–14, 2015–16, 2017–18, 2018–19, 2019/20, 2020/21, 2021/22, 2022/23, 2023/24, 2024/25[3]

Vítěz poháru - celkem 24x
- vítěz poháru "velké" Jugoslávie – 12x
  - 1948, 1949, 1950, 1957–58, 1958–59, 1963–64, 1967–68, 1969–70, 1970–71, 1981–82, 1984–85, 1989–90
- vítěz poháru "malé" Jugoslávie / Srbska a Černé Hory - 9x
  - 1992–93, 1994–95, 1995–96, 1996–97, 1998–99, 1999–00, 2001–02, 2003–04, 2005–06[4]
- vítěz poháru Srbska - 7x
  - 2006–07, 2009–10, 2011–12, 2020/21, 2021/22, 2022/23, 2023/24

## Slavní hráči
- Dragoslav Šekularac
- Dragan Džajić
- Vladimir Petrović
- Dragan Stojković
- Vladimir Jugović
- Siniša Mihajlović
- Miodrag Belodedici
- Darko Pančev
- Robert Prosinečki
- Dejan Savićević
- Dejan Stanković
- Nikola Žigić
- Nemanja Vidić